# 舊赫尼利察
49°44′5″N 36°41′16″E / 49.73472°N 36.68778°E
舊赫尼利察（烏克蘭語：Стара Гнилиця）是位於烏克蘭東部的村莊，由哈爾科夫州丘胡伊夫区的馬利尼夫卡市鎮負責管轄。該村處於赫尼利察河畔，始建於1732年，面積4.63平方公里，海拔高度107米，2001年人口799。